# Teinopodagrion depressum
Teinopodagrion depressum – gatunek ważki z rodziny Megapodagrionidae. Występuje na terenie Ameryki Południowej; jest endemitem wschodnich zboczy Andów w Ekwadorze.